# Квір-мистецтво
Квір-мистецтво, також відоме як ЛГБТ+ мистецтво або квір-естетика, в цілому відноситься до модерного та сучасного мистецтва, практик візуального мистецтва, що спираються на образи та проблеми лесбійок, геїв, бісексуалів та трансгендерів. Хоча за визначенням не може існувати особливого "квір-мистецтва", сучасні художники, які визначають свою практику як квір, часто використовують "утопічні та антиутопічні альтернативи звичайному, приймають позицію поза законом, а також створюють безпрецедентні спорідненості та стосунки". Квір-мистецтво також часто звертається до сексу та прийняття "несанкціонованих" бажань.
 Оскільки стать та гендер по-різному сприймаються в різних національних, релігійних та етнічних контекстах, квір-мистецтво неодмінно має різні значення.
Хоча історично термін "квір" був гомофобським, він був повторно привласнений та прийнятий квір-активістами та інтегрований до багатьох англомовних контекстів, академічних чи інших.
"Квір-мистецтво" також використовувалось для зворотного посилання на роботу художників ЛГБТ +, які практикували в той час, поки сучасну термінологію "лесбійки", "геї", "бісексуали" та "транс" не набули власного значення. Зокрема, на виставці 2017 року у Тейт, Queer British Art 1861–1967.
Не дотримуючись жодного стилю чи середовища, квір-мистецькі практики можуть охоплювати перформанс, відео-арт, інсталяцію, малюнок, живопис, скульптуру, фотографію, кіно та змішану техніку, серед багатьох інших.

## Початок
У “Queer Little History of Art” історик мистецтва Алекс Пілчер зазначає, що в історії мистецтва біографічні відомості про квір-художників часто опускаються, применшуються або тлумачаться через гетеросексуальну ідентичність. Наприклад, «одностатевий партнер стає „близьким другом“».
Протягом міжвоєнного періоду відбувається все більше прийняття квір-людей. В мистецьких міських центрах, таких як Париж та Берлін у 1920-х, у Нью-Йорку Спікізі, в Гарлемі та Гринвіч-Вілледж приймали клієнтів-геїв та лесбійок, а кафе та бари по всій Європі та Латинській Америці, стали господарями мистецьких колективів, які дозволили гей-чоловікам бути інтегрованими у розвиток масової культури.  У цей період художники все ще розробляли візуальні коди, щоб приховано позначити квір. Історик мистецтва Джонатан Девід Кац пише про абстрактні картини Агнес Мартін як про "форму квір самореалізації", яка створює напружену, непримиренну рівновагу її картин, таких як "Нічне море" (1963), говорячи про її особу як закриту лесбійку.
 Відзначаючи стосунки Роберта Раушенберга з Джаспером Джонсом, історик мистецтв Ендрю Грем-Діксон інтерпретує монохромний енкаустичний Білий прапор Джонса (1955) стосовно досвіду художника як гея в репресивному американському суспільстві. Грем-Діксон зазначає, що "якщо [Джонс] визнає, що він гей, він може потрапити до в'язниці. Білим Прапором він говорив, що Америка - це та земля, де [...] вашого голосу не чути. Це Америка, в якій ми живемо; ми живемо під ковдрою. У нас тут холодна війна. Це моя Америка"". 

## Формулювання ідентичності "квір"

### Епідемія СНІДу (1980-ті - початок 1990-х)

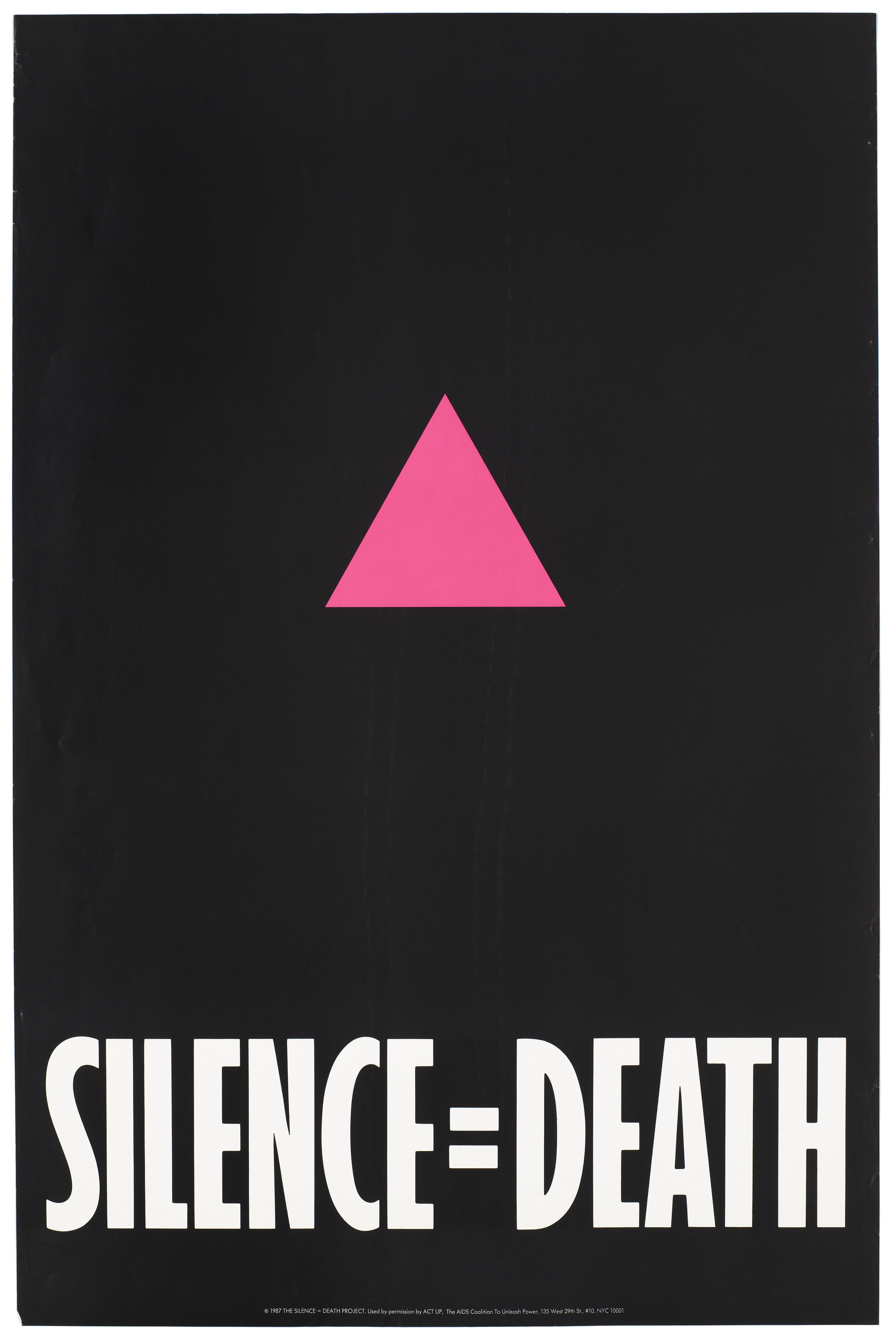
The Silence = Death Project, Silence = Death, 1987, кольорова літографія.

У 1980-х роках спалах ВІЛ/СНІДу спустошив як гей- так і мистецьку спільноту. У контексті США журналіст Ренді Шилтс у своїй книзі "І група відіграла" стверджуватиме, що адміністрація Рональда Рейгана відклала вирішення кризи через гомофобію, а гей-спільнота відповідно недовіряла раннім повідомленням та заходам охорони здоров'я, в результаті чого заразилися ще сотні тисяч. В опитуванні, проведеному серед лікарів із середині та кінці 1980-х років, значна частина зазначила, що вони не мають етичних зобов'язань щодо лікування та догляду за хворими на ВІЛ/СНІД. Праві журналісти та бульварні газети в США та Великої Британії викликали занепокоєння в громадськості щодо передачі ВІЛ та стигматизації геїв.  Гей-активісти були важливим джерелом пропаганди змін у законодавстві та політиці, наприклад, утворення Коаліції СНІДу ACT-UP в 1987 році.
Багато митців та мисткинь того часу виступали в ролі активістів, вимагаючи бути почутими як урядом, так і медичними закладами.  Проект "Тиша = Смерть"феміністичного мистецького активізму "Партизанські дівчата"був розклеєний по всьому місту та використаний ACT-UP як центральний образ в активістській кампанії. Колектив Gran Fury, який був заснований в 1988 році кількома членами ACT-UP, виступив неофіційним творцем агітпропу організації, створюючи партизанське публічне мистецтво, яке спиралося на візуальну іконографію комерційних рекламних оголошень, як це видно в "Поцілунки не вбивають: жадібність та байдужість - так" (1989).

## 21 століття
Починаючи з 2000-х років, квір-практики продовжують розвиватися та документуватися на міжнародному рівні, з постійним акцентом на інтерсекційність, де соціальні та політичні ідентичності, такі як стать, раса, клас, сексуальність, ейблізм, серед інших, можуть об'єднуватися для створення унікального режиму дискримінації та привілеїв.
Квір-практики мають помітне відношення до громадського простору, починаючи від плакатів активістів 1980-х та 1990-х років, закінчуючи фресками, публічною скульптурою, меморіалами та графіті. Від плакатів Джуні Холцер про труїзм 1970-х років до графіті Девіда Войнаровича на початку 1980-х, публічний простір слугував політично-значущим місцем для квір-художників для демонстрації свої роботи після років придушення.

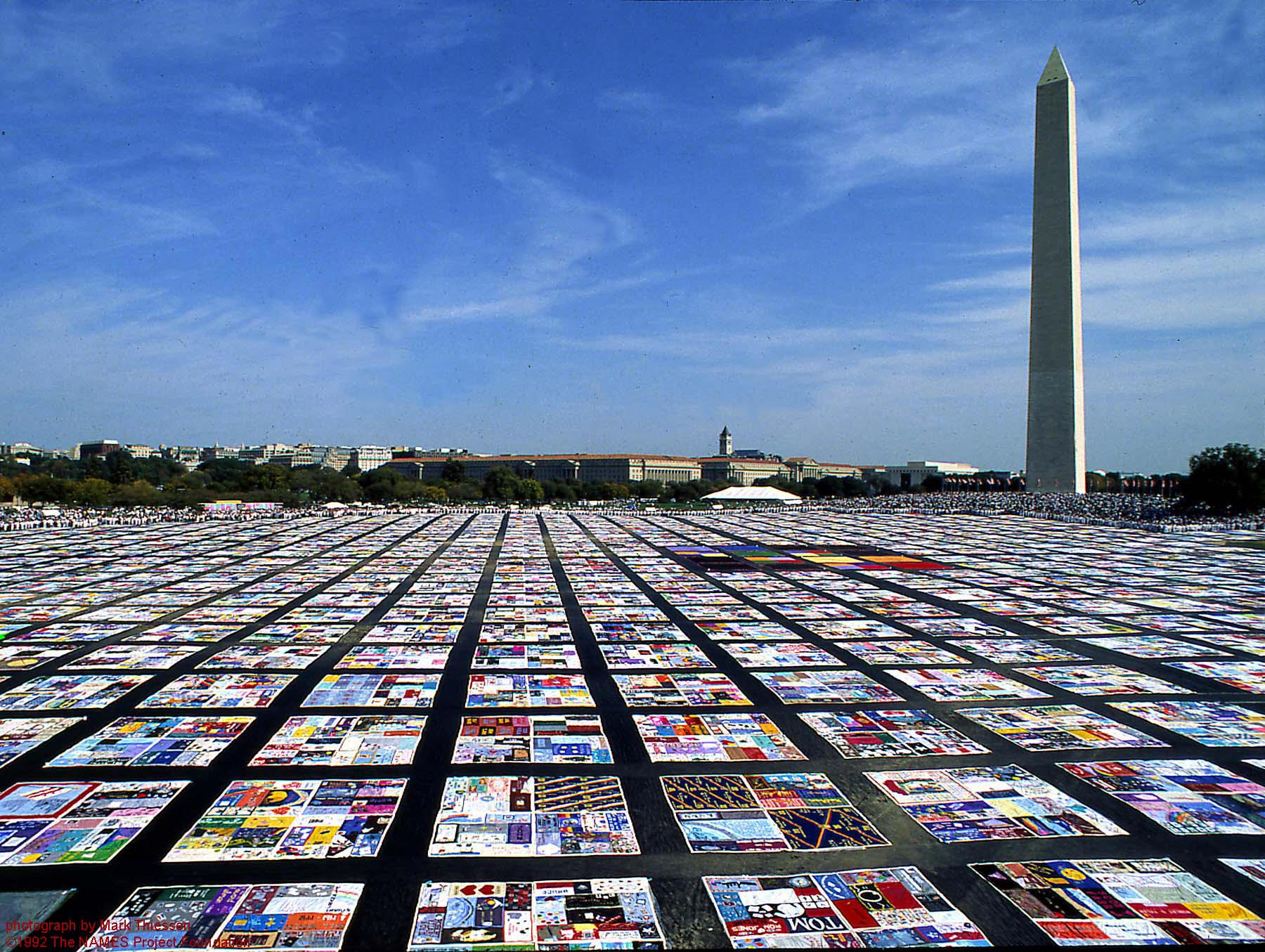
Меморіальна ковдра проекту NAMES у 1992 році

Вагомим прикладом є Меморіальна ковдра проекту СНІД, задумана активістом Клів Джонсом. Постійно зростаючий предмет загальнодоступного мистецтва він дозволяє людям вшановувати пам'ять близьких людей. Вперше він був показаний у 1987 році під час Національного маршу у Вашингтоні за права лесбійок та геїв, у Національному торговому центрі у Вашингтоні, округ Колумбія, на площі, більшій за футбольне поле. В даний час люди продовжують додавати панелі на честь імен загиблих друзів, проект переріс у різні втілення по всьому світу, також вигравши номінацію на Нобелівську премію миру та зібравши 3 мільйони доларів для організацій, що займаються СНІДом.

## Зовнішні посилання
- Queer Lives and Art Тейт (тут архів)
- Queer Art Сари Інграм у The Art Story (архів тут)
- Queer Art: Тара Берк із 1960-х і по теперішній час у навчальних ресурсах з історії мистецтва (архів тут)